# NGC 2144
NGC 2144 је спирална галаксија у сазвежђу Трпеза која се налази на NGC листи објеката дубоког неба.
Деклинација објекта је - 82° 7' 8" а ректасцензија 5h 40m 56,3s. Привидна величина (магнитуда) објекта NGC 2144 износи 13,0 а фотографска магнитуда 13,9. NGC 2144 је још познат и под ознакама ESO 16-10, AM 0546-820, IRAS 05464-8208, PGC 17592.